# 孔圉
孔圉（前6世纪—前480年），即孔文子，中国春秋时期卫国的卿。其辅佐卫灵公，掌外交，善于应对，执国政，有贤名。

## 生平
前484年，衛國世族大叔疾娶宋国公子朝之女，公子朝犯案，畏罪潛逃。孔圉就命令大叔疾休妻，並改娶自己的女儿。结果大叔疾休妻了，但又私下娶了他姨子（前妻的姊妹），把孔圉的女兒當成平妻。孔圉大怒，要討伐大叔疾。剛好孔子在衛國，於是孔圉向孔子發問。孔子說：「胡簋之事，我有學習過。打仗的話，我就不太懂了。」孔子出來後對弟子說：「鳥可以選擇樹木，樹木豈能選鳥？」（我可以選擇衛國，衛國豈能留下我？）孔圉只好向孔子道歉說：「我不是為自己打算啦，我只是想防止衛國的禍患。」但孔子似乎不是很高興，回到了魯國。
孔圉娶太子蒯聩的姐姐为妻，生子孔悝。前480年，孔圉去世，谥号「文」，是為「孔文子」。子贡问孔子：“孔文子何以能稱为『文』呢？”孔子说：“他聰明好学，也不介意向地位低的人请教，所以可以稱為文。”